# U Sports (pallavolo maschile)
Lo U Sports è il massimo campionato universitario del Canada di pallavolo maschile, posto sotto l'egida della U Sports.

## Albo d'oro
| Dal 1967 al 2002 la competizione è denominata CIAU |                  |                  |                 |
| 1967 Dettagli                                      | British Columbia | Sherbrooke       |                 |
| 1968 Dettagli                                      | Ottawa           | Manitoba         |                 |
| 1969 Dettagli                                      | Winnipeg         |                  |                 |
| 1970 Dettagli                                      | Montréal         |                  |                 |
| 1971 Dettagli                                      | Winnipeg         | Western Ontario  |                 |
| 1972 Dettagli                                      | Winnipeg         | Montréal         |                 |
| 1973 Dettagli                                      | Winnipeg         | Laurentian       |                 |
| 1974 Dettagli                                      | Winnipeg         | York             |                 |
| 1975 Dettagli                                      | Sherbrooke       | Alberta          |                 |
| 1976 Dettagli                                      | British Columbia | Sherbrooke       |                 |
| 1977 Dettagli                                      | Winnipeg         | British Columbia |                 |
| 1978 Dettagli                                      | Manitoba         | Calgary          |                 |
| 1979 Dettagli                                      | Saskatchewan     | Manitoba         |                 |
| 1980 Dettagli                                      | Manitoba         | Saskatchewan     |                 |
| 1981 Dettagli                                      | Alberta          | Manitoba         |                 |
| 1982 Dettagli                                      | Calgary          | Manitoba         |                 |
| 1983 Dettagli                                      | British Columbia | Manitoba         |                 |
| 1984 Dettagli                                      | Manitoba         | British Columbia |                 |
| 1985 Dettagli                                      | Manitoba         | Saskatchewan     |                 |
| 1986 Dettagli                                      | Winnipeg         | Manitoba         | Saskatchewan    |
| 1987 Dettagli                                      | Winnipeg         | Saskatchewan     | Manitoba        |
| 1988 Dettagli                                      | Saskatchewan     | Manitoba         | Calgary         |
| 1989 Dettagli                                      | Calgary          | Manitoba         | York            |
| 1990 Dettagli                                      | Laval            | Manitoba         | Waterloo        |
| 1991 Dettagli                                      | Manitoba         | Toronto          | Waterloo        |
| 1992 Dettagli                                      | Laval            | Calgary          | Montréal        |
| 1993 Dettagli                                      | Calgary          | Montréal         | Winnipeg        |
| 1994 Dettagli                                      | Laval            | Manitoba         | Dalhousie       |
| 1995 Dettagli                                      | Manitoba         | Laval            | Dalhousie       |
| 1996 Dettagli                                      | Manitoba         | Alberta          | Laval           |
| 1997 Dettagli                                      | Alberta          | Dalhousie        | Winnipeg        |
| 1998 Dettagli                                      | Winnipeg         | Saskatchewan     | Alberta         |
| 1999 Dettagli                                      | Saskatchewan     | Laval            | Alberta         |
| 2000 Dettagli                                      | Manitoba         | Saskatchewan     | Winnipeg        |
| 2001 Dettagli                                      | Manitoba         | Laval            | Calgary         |
| 2002 Dettagli                                      | Alberta          | Winnipeg         | Manitoba        |
| Dal 2003 al 2016 la competizione è denominata CIS  |                  |                  |                 |
| 2003 Dettagli                                      | Manitoba         | Alberta          | Saskatchewan    |
| 2004 Dettagli                                      | Saskatchewan     | Alberta          | Trinity Western |
| 2005 Dettagli                                      | Alberta          | Trinity Western  | Manitoba        |
| 2006 Dettagli                                      | Trinity Western  | Alberta          | Manitoba        |
| 2007 Dettagli                                      | Winnipeg         | Alberta          | Trinity Western |
| 2008 Dettagli                                      | Alberta          | Winnipeg         | Thompson Rivers |
| 2009 Dettagli                                      | Alberta          | Laval            | Brandon         |
| 2010 Dettagli                                      | Calgary          | Trinity Western  | Alberta         |
| 2011 Dettagli                                      | Trinity Western  | Brandon          | Calgary         |
| 2012 Dettagli                                      | Trinity Western  | Laval            | Manitoba        |
| 2013 Dettagli                                      | Laval            | McMaster         | Brandon         |
| 2014 Dettagli                                      | Alberta          | Western Ontario  | McMaster        |
| 2015 Dettagli                                      | Alberta          | Trinity Western  | McMaster        |
| 2016 Dettagli                                      | Trinity Western  | McMaster         | Alberta         |
| Dal 2017 la competizione è denominata U Sports     |                  |                  |                 |
| 2017 Dettagli                                      | Trinity Western  | Alberta          | McMaster        |
| 2018 Dettagli                                      | British Columbia | Trinity Western  | McMaster        |
| 2019 Dettagli                                      | Trinity Western  | Brandon          | Laval           |
| 2020 Dettagli                                      | Non terminato    | Non terminato    | Non terminato   |
| 2021                                               | Non disputato    | Non disputato    | Non disputato   |
| 2022 Dettagli                                      | Alberta          | Trinity Western  | Sherbrooke      |
| 2023 Dettagli                                      | Trinity Western  | Sherbrooke       | McMaster        |

## Palmarès
| Squadra          | Titolo | Stagione                                                   |
| ---------------- | ------ | ---------------------------------------------------------- |
| Manitoba         | 10     | 1978, 1980, 1984, 1985, 1991, 1995, 1996, 2000, 2001, 2003 |
| Winnipeg         | 10     | 1969, 1971, 1972, 1973, 1974, 1977, 1986, 1987, 1998, 2007 |
| Alberta          | 9      | 1981, 1997, 2002, 2005, 2008, 2009, 2014, 2015, 2022       |
| Trinity Western  | 7      | 2006, 2011, 2012, 2016, 2017, 2019, 2023                   |
| Saskatchewan     | 4      | 1979, 1988, 1999, 2004                                     |
| Calgary          | 4      | 1982, 1989, 1993, 2010                                     |
| Laval            | 4      | 1990, 1992, 1994, 2013                                     |
| British Columbia | 4      | 1967, 1976, 1983, 2018                                     |
| Ottawa           | 1      | 1968                                                       |
| Montréal         | 1      | 1970                                                       |
| Sherbrooke       | 1      | 1975                                                       |